# Saturno (divinità)

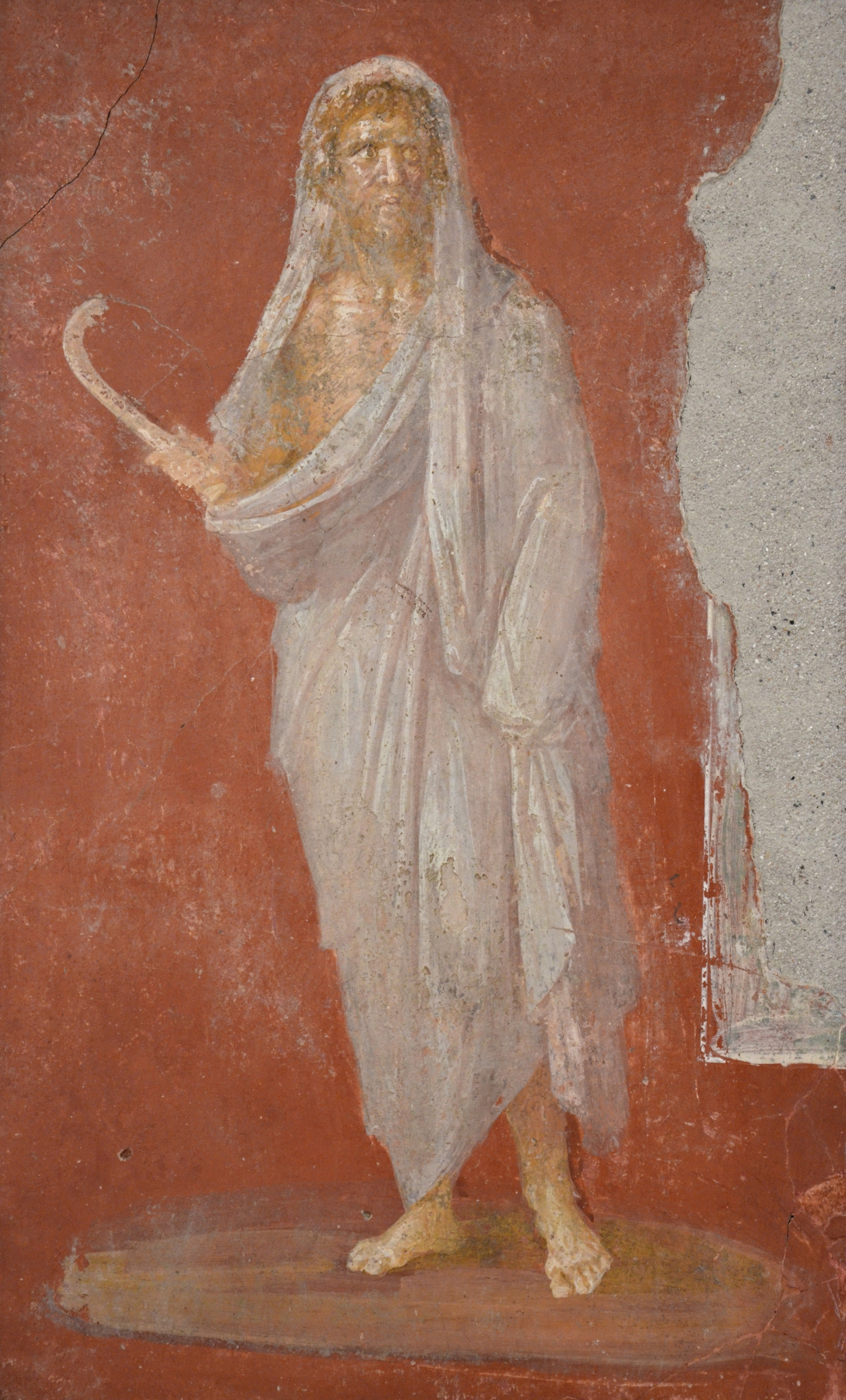
Saturno con il capo coperto dal mantello invernale mentre impugna la falce. Dipinto di epoca romana (I secolo d.C.), conservato al Museo archeologico nazionale di Napoli. La presenza della falce ricorda che gli uomini debbono al dio Saturno la conoscenza dell'arte dell'agricoltura; da tener presente, quindi, che la connessione con l'agricoltura di Saturno è di esclusivo ambito culturale, poiché le potenze agricole sono infatti relative solo al numen di Tellus e a quello di Cerere.

Saturno (in latino Saturnus) è un'antica divinità romana, dio dell'agricoltura e della semina.

## Caratteristiche della divinità
Saturno è l'equivalente latino del titano greco Crono. Era raffigurato come un anziano barbuto, vestito con un mantello e con in mano una piccola falce o ronchetto adunco. Si riteneva che, scacciato dall'Olimpo, per un periodo avesse regnato nel Lazio, nella cosiddetta età dell'oro, un'epoca pacifica e di progresso. Un giorno sarebbe improvvisamente scomparso, causando la decadenza progressiva dell'umanità.
Già in antichità lo si riteneva non indigeno ma proveniente dalla Grecia il che ne denuncia quanto meno una precocissima influenza ellenica. Particolare significativo è che i sacrifici a lui dedicati erano eseguiti nel modo "greco" (Graeco ritu) ovvero a capo scoperto (capite aperto) e coronato. 
Altra caratteristica di questa divinità consiste nel fatto che la sua immagine culturale era rappresentata con i compedes (lacci) di lana ai piedi: da notare che la caratteristica dei compedes è propria degli schiavi. E questo spiega un'altra caratteristica che è invece legata alla festività del dio, i Saturnali, celebrati a partire dal giorno 17 del mese di December (dicembre): questo giorno era un giorno di totale libertà per gli schiavi i quali potevano banchettare con i loro padroni, da cui venivano anche serviti.

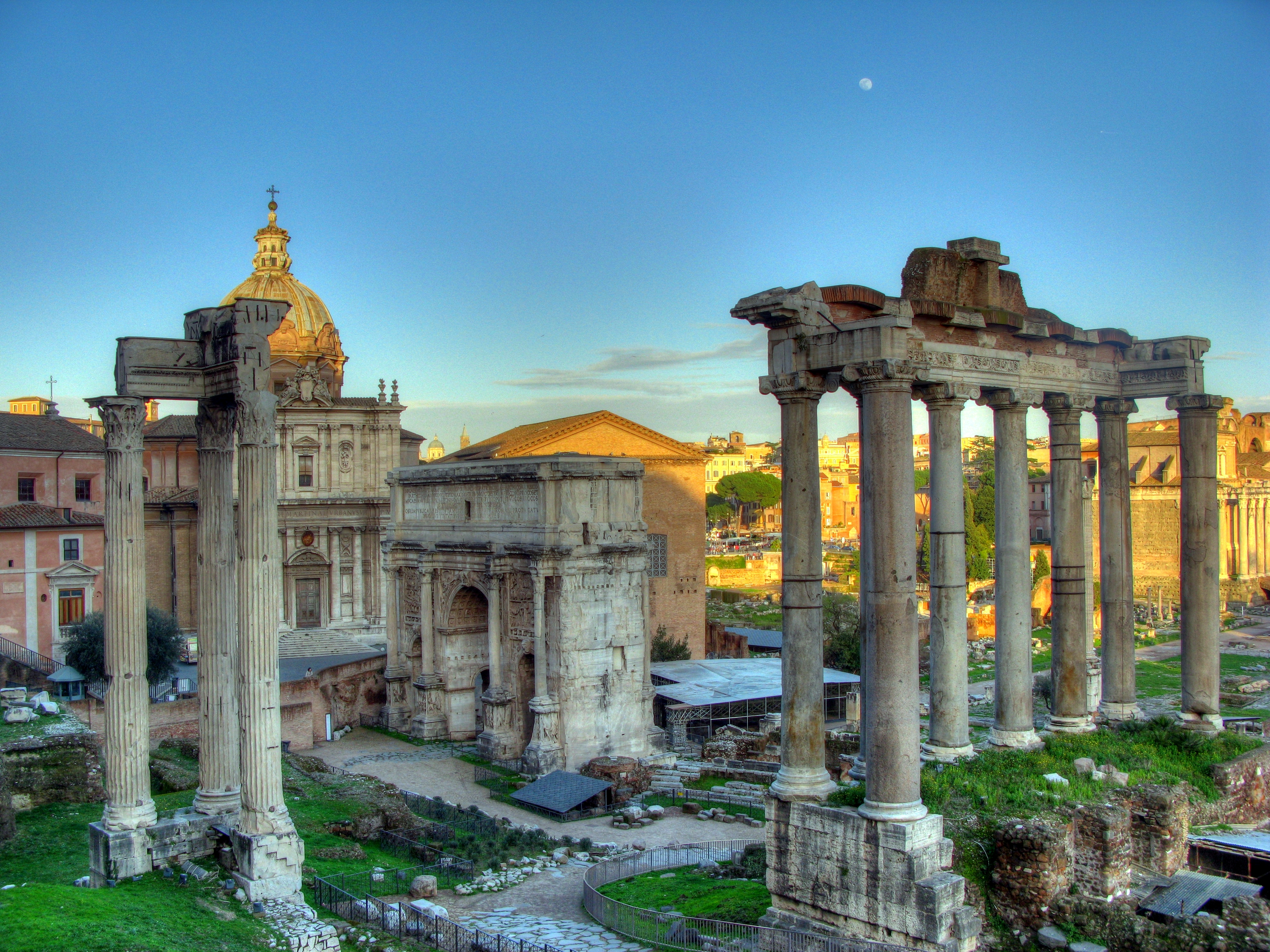
A destra dell'immagine i resti del tempio di Saturno a Roma, rappresentati dalle otto colonne in granito che si innalzano su un basamento in travertino. Il tempio di Saturno era collocato ai piedi del Campidoglio, accolto nella parte occidentale del Foro romano dove aveva sostituito l'antichissimo altare a Ercole. Tale tempio era secondo in antichità solo a quello innalzato a Iupiter (Giove) sul Campidoglio. La dedica del tempio a Saturno la si deve al console Tito Larcio nel 498 a. C., il tempio venne poi restaurato dal console Lucio Munazio Planco nel 42 a. C., mentre l'attuale portico è frutto di un restauro compiuto nel IV secolo a seguito di un incendio. A Lucio Munazio Planco si deve anche l'erezione di un monumento in travertino, il cui ingresso però era sul lato opposto, diviso all'interno in più celle, allo scopo di raccogliere l'erario dello stato (aerarium Saturni, cfr. Varrone, De lingua latina, V, 183), nonché le insegne delle legioni in tempo di pace. La parte interna del tempio ospitava la statua del dio la quale era legata con bende (compedes) di lana, che venivano sciolte nei giorni dei Saturnali.

Tali caratteristiche indicano in Saturno una divinità, e quindi una festività, che promuove la trasgressione dell'ordine vigente allo scopo di generare una mancanza di regole, condizione grazie alla quale si può, con l'anno nuovo alle porte, rigenerare l'ordine appena perduto che procede sotto la dignitas di Giove.
In tal senso Mircea Eliade ricorda:
(Mircea Eliade, Trattato di storia delle religioni, p. 410-1)
Dal che il dio Saturno e le sue feste, i Saturnalia, rievocano l'era aurea (aurea aetas), priva di conflitti e di differenze sociali, quando regnava la prosperità e l'abbondanza e queste non erano frutto della fatica o della sofferenza. Il ricondurre il periodo posto alla fine dell'anno a quell'epoca aurea, consente alla tradizione religiosa romana di rigenerare il tempo sacro, di avviare l'anno nuovo che inizia per l'appunto con Ianuarius (gennaio), il mese del dio dell'inizio: Giano.
Ma Saturno non è solo il dio della rigenerazione, a lui non si fa riferimento solo per il periodo aureo dell'abbondanza, Saturno è il dio che ha insegnato agli uomini la tecnica dell'agricoltura e con essa la civiltà, da qui una possibile lettura dell'accensione dei ceri durante i suoi riti, celebrati in occasione anche dell'apertura dei granai e della conseguente distribuzione del farro alla cittadinanza.
(Macrobio, Saturnalia, I, 7, 32; traduzione di Nino Marinone)
Haec nemora indigenae Fauni Nymphaeque tenebant

gensque virum truncis et duro robore nata,

quis neque mos neque cultus erat, nec iungere tauros

aut componere opes norant aut parcere parto,

sed rami atque asper victu venatus alebat.

primus ab aetherio venit Saturnus Olympo

arma Iovis fugiens et regnis exsul ademptis.

is genus indocile ac dispersum montibus altis

composuit legesque dedit, Latiumque vocari

maluit, his quoniam latuisset tutus in oris.

Aurea, quae perhibent, illo sub rege fuerunt

saecula: sic placida populos in pace regebat.

deterior donec paullatim ac decolor aetas,

(Virgilio, Eneide, VIII, 313-327; traduzione di Luca Canali)
Significativo è il fatto che uno degli appellativi di Saturno fosse Stercutus (anche Stercutius, Sterculius, Sterces) ovvero la divinità del concime questo inteso anche come fertilità, ricchezza.
(Angelo Brelich, p.126)
Il nome di Saturno è stato volentieri accostato, da antichi e moderni, per la sua etimologia alla semina ma questa etimologia è del tutto indimostrabile.
Saturno, in qualità di rex è considerato anche il fondatore di una comunità situata sul Mons Saturnus prima che questi venisse indicato come Capitolium, così anche Roma come anche l'Italia, fu indicata con il nome di Saturnia. 
Quindi come Giano ha la sua sede sovrana sul Mons Ianiculus, Saturno possiede il Mons Saturnus, ovvero il successivamente denominato Capitolium (Campidoglio), questo dopo essere giunto esule, via mare, scacciato dal suo regno, vivendo nascosto in quella regione che per questo motivo volle chiamare Latium (Lazio).
(Macrobio, Saturnali I, 7, 21-22)

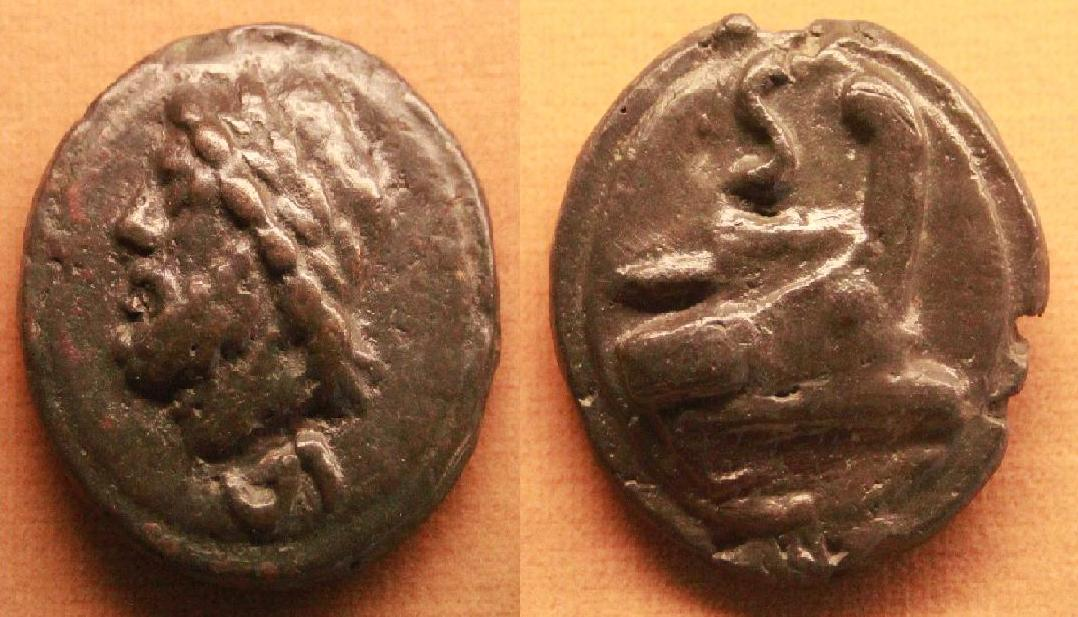
Saturno in una semisse risalente al III sec. a.C. conservato presso il Museo archeologico nazionale di Napoli.

Il suo "esilio" ci porta al suo accostamento, e quindi alla sua identificazione, con il dio greco Crono, identificazione operata dagli antichisti romani già nel I secolo a.C., per via, ad esempio, delle festività Saturnalia collegate alle Kronia di Atene, come ricorda il poeta romano Lucio Accio (II secolo a.C.) negli Annales riportato da Macrobio:
Conficiunt sacra, quae Cronia esse iterantur ab illis,

Eumque diem celebrant: per agros urbesque fere omnes

Exercent epulis laeti: famulosque procurant

Quisque suos, nostrique itidem: et mos traditus illinc

(Lucio Accio, citato da Macrobio, Saturnali, I, 7, 34)
Eppure, ricorda lo studioso italiano Dario Sabbatucci dietro a questa identificazione si cela una differenza fondamentale tra il latino Saturno e il greco Crono:
(Dario Sabbatucci, La religione di Roma antica, pp. 436-7)
Come alcune altre personalità divine ed eroiche delle fabulae romane, anche Saturno scompare (non comparuit):
(Macrobio, Saturnalia, I, 7, 24)